# Sinfonia n. 23 (Haydn)
La Sinfonia n. 23 in Sol maggiore, Hoboken I/23, di Joseph Haydn fu composta nel 1764.
Questo lavoro è stato composto per un'orchestra di 2 oboi, 2 corni, archi e basso continuo. La sinfonia è in quattro movimenti:
1. Allegro, 3/4
2. Andante, 2/4
3. Minuetto e Trio, 3/4
4. Presto assai, 6/8

Haydn ha scritto il Minuetto in una sorta di canone tra le voci più alte (violini ed oboi) e quelle più basse (viole e violoncelli) a distanza di una battuta. Haydn ha scritto un canone simile nel minuetto della sua terza sinfonia e altri verranno scritti in seguito in Sol maggiore da Michael Haydn e Mozart. Haydn stesso, in seguito, svilupperà questa tecnica nei "Canoni in Diapason" del minuetto della sua Trauer Symphony e nei "Witches Minuet" del suo quartetto per archi in Re minore, Op. 76.
L'ultimo movimento è particolare nel modo in cui si dissolve inaspettatamente verso la fine, prima in pianissimo con gli archi per finire con un singolare pizzicato. La seconda metà, in teoria, dovrebbe essere ripetuta, ma il direttore d'orchestra può anche optare di "omettere il da capo per non correre il rischio di anticipare la sorpresa del finale". H. C. Robbins Landon pensa che questa sia "il primo esempio positivo del famoso senso dell'umorismo di Haydn".